# Konopka obecná
Konopka obecná (Linaria cannabina) je malý zpěvný pták z čeledi pěnkavovitých. Aktivní, létá rychle, vlnitě. V létě se zdržuje ve velmi pevných párech, v mimohnízdním období v hejnech často s jinými zrnožravými ptáky.

## Taxonomie
Rozlišuje se 7 poddruhů: většinu evropského areálu obývá konopka obecná evropská (Linaria cannabina cannabina), Skotsko konopka obecná skotská (L. c. autochthona), jižní Evropu od Pyrenejského poloostrova přes Itálii, Dalmácii a Bulharsko konopka obecná jihoevropská (L. c. mediterranea) a území východně od Krymu, Kavkazu a Malé Asie konopka obecná předoasijská (L. c. bella). Další 3 poddruhy žijí na atlantských ostrovech.

## Popis
- Délka těla: 13 cm
- Délka křídla: 71–85 mm
- Hmotnost: 15–22 g

Konopka je o něco menší než vrabec domácí. Záda a křídelní krovky jsou tmavě rezavo-hnědé, hlava šedá, se světlou skvrnou po stranách, letky černé s bílými lemy. Samec je na čele a hrudi karmínově červený, samice je na prsou hnědě čárkovaná a nemá karmínovou hruď ani čelo. Zobák je zbarven šedě. Podobná konopka žlutozobá má v zimě žlutý zobák a tmavé čárkování na zádech i bocích.

## Hlas
Zpěv je příjemný a rozmanitý. Dovede dobře napodobit i zpěv jiných ptáků.

## Rozšíření
Má evropský typ rozšíření, s areálem zahrnujícím téměř celou Evropu s výjimkou severní Skandinávie, Skotska a Ruska (severně asi po 65° s. š.), severní Afriku a jihozápadní Asii. Částečně tažný druh, zimoviště jižně zasahují až po Středozemí a Írán. Evropská populace je odhadována na 10–28 milionů párů a v posledních letech vykazuje mírně klesající trend.

## Výskyt v Česku
Hnízdí téměř na celém území České republiky, běžněji v nižších polohách, ale místy vystupuje i dosti vysoko do hor (nejvýše v Krkonoších do 1430 m n. m.). Celková početnost byla v letech 1985–1989 i v letech 2001–2003 odhadnuta na 60 000–120 000 párů.

## Prostředí
Hnízdí na místech s hustými keři, na pobřežních vřesovištích s porosty kručinky, v zahradách, sadech a vinicích. V mimohnízdním období hlavně na plevelných plochách (např. na úhorech).

## Potrava
V potravě převažuje rostlinná strava, zvláště malá a středně velká semena plevelů a trav včetně jitrocele, mléčů, čekanky, bérů, lnu nebo máku a dále semena olejnatých rostlin, např. řepky nebo hořčice. Některé prameny tvrdí, že konopky mláďata krmí kromě nezralých semen polních plevelů (zejména smetánky lékařské) také housenkami motýlů, pavouky nebo larvami dvoukřídlého hmyzu, ale chovatelská praxe to příliš nepotvrzuje. V zajetí konopky živočišnou potravu (na rozdíl od nezralých semen) téměř nepřijímají ani jí nekrmí mladé. Potravu sbírá hlavně v bylinném patře nebo na zemi.

## Hnízdění

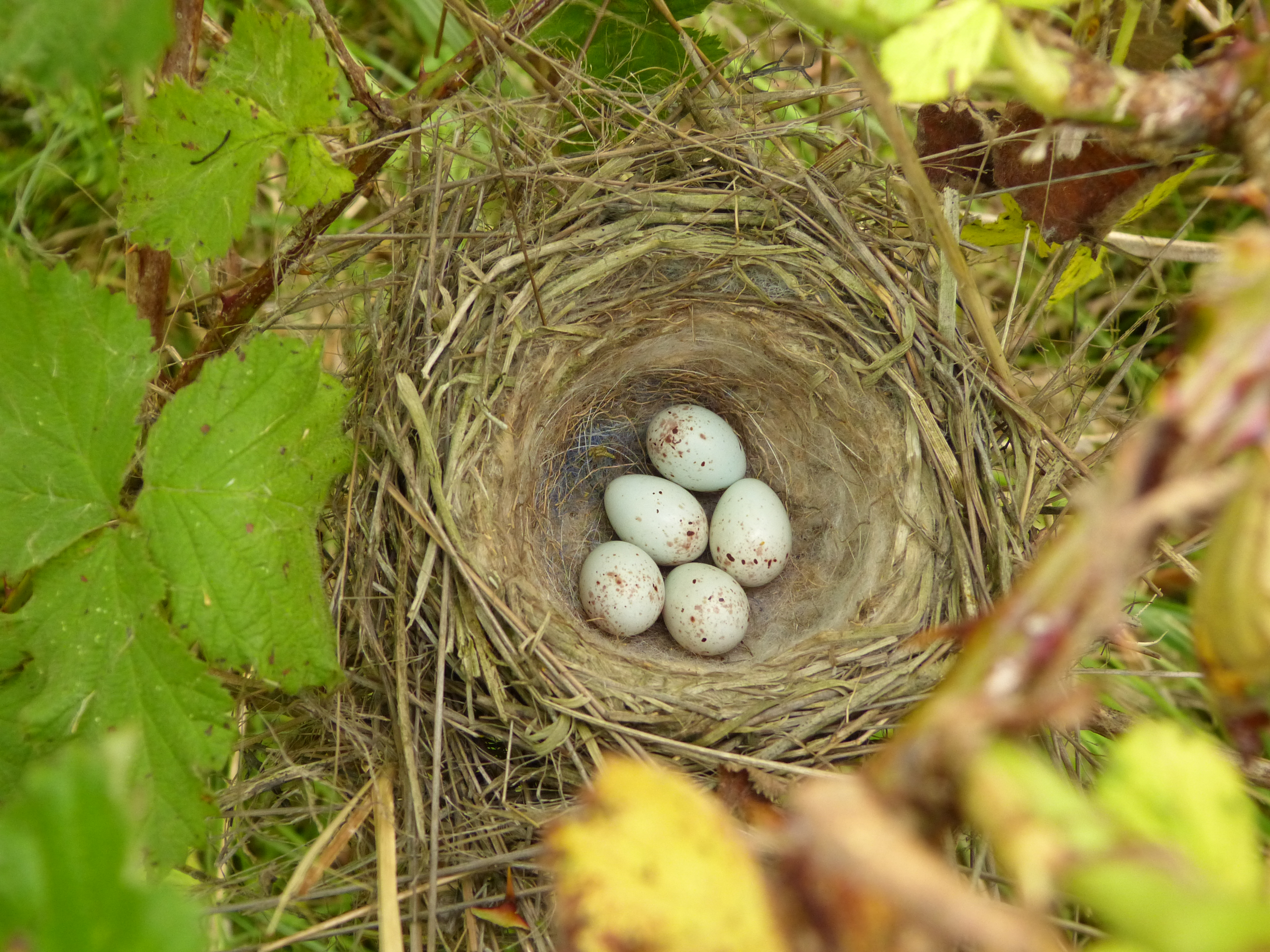
Hnízdo konopky obecné s vejci

Hnízdí jednotlivě nebo ve volných koloniích, čítajících obvykle 2–12 párů. Je většinou sociálně monogamní, ačkoli se zřejmě objevují i případy polygynie. Hnízdo staví samotná samice v hustých keřích nebo stromech (živých plotech, jalovcích, zeravech apod.) z větviček, hrubších stébel a stonků, kořínků, jemných vláken a vlny; vystýlka je tvořena rostlinnou nebo živočišnou vlnou. Hnízdí dvakrát, méně často třikrát ročně od dubna do srpna. Snůška čítá 4–5 (3–8) světle modrých, četně drobně rezavohnědě až purpurově hnědě skvrnitých vajec o rozměrech 17,6 × 13,2 mm. Mláďata se líhnou po 11–13 dnech inkubace, na které se podílí samotná samice. Samec ji během tohoto období krmí. V hnízdě jsou mláďata oběma rodiči krmena 10–12 dnů a dalších zhruba 14 dnů mimo ně. Pohlavní dospělosti dosahují ve stáří jednoho roku.

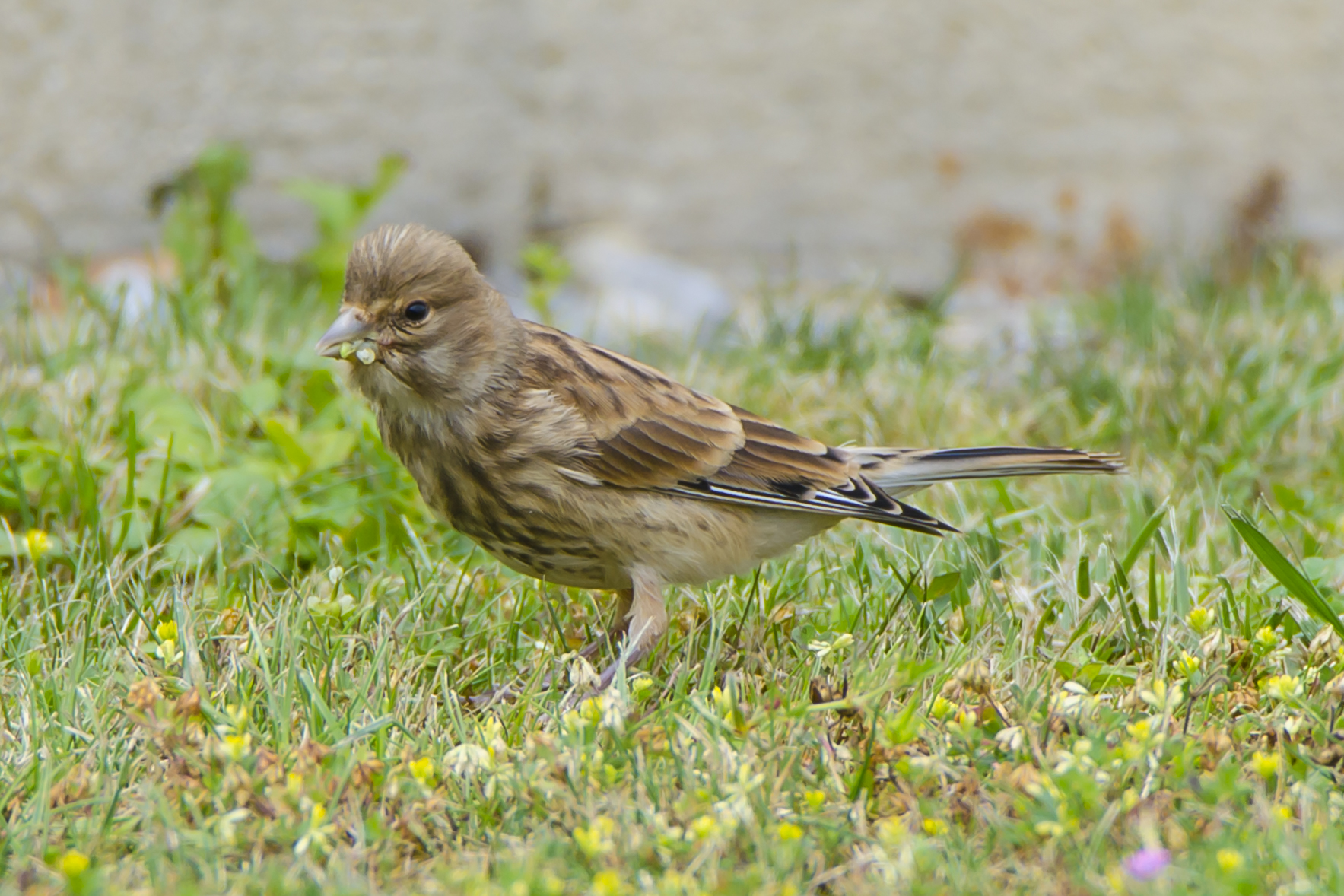
Mladá konopka

Z 1405 hnízd v jižní Anglii byla mláďata úspěšně vyvedena ze 41 %. Z 65 vajec na Zlínsku bylo vyvedeno 13 mláďat. Nejčastějšími predátory jsou krkavcovití, lasicovití, hlodavci a kočky.

## Chov a kulturní význam
Konopka obecná (dříve jiřice obecná nebo polní) byla v minulosti vítanou kořistí čižbářů. Od prehistorie po celý středověk a v novověku až do poloviny 19. století byla spolu s jinými pěnkavovitými ptáky běžně chytána (do roku 1870 také jako zdroj potravy). Od dávných dob až do 40. let 20. století byla také oblíbeným klecním ptákem drženým kvůli libozvučnému zpěvu. Nebyla ovšem tak rozšířena jako stehlík nebo čížek. Chycení ptáci si uchovávali plachost. V kleci zůstávali divocí a neklidní.. Oblíbení a cenění jsou kříženci s kanárem, zejména pokud si udrží typický zpěv konopky.
I v současnosti jsou chováni a dále rozmnožováni jedinci v přímé péči člověka pocházející z registrovaných chovů (v souladu s platným zákonem na ochranu přírody a krajiny). Odchovy se lépe daří ve voliérách (cca 1,8 × 1,8 × 0,8m). Takový chov je cenným zdrojem poučení i informací o bionomii druhu. V zajetí se objevují vedle přírodně zbarvených ptáků výjimečně i barevné mutace.

## Chov v zoo
Konopka obecná nepatří k často chovaným druhům ptáků. V rámci evropských zoo se na počátku roku 2020 jednalo jen o 10 zoo. V rámci Česka přitom šlo hned o dvě zařízení:
- Zoo Plzeň
- Zoo Praha

V minulosti byl tento druh chován rovněž v Zoo Brno, Zoo Hluboká a Zoo Hodonín.

### Chov v Zoo Praha
Tento druh byl v Zoo Praha prvně chován v roce 2005. První úspěšný odchov se podařil v roce 2017. Na konci roku 2018 byl chován jeden samec a tři samice. V prosinci 2019 byl dovezen samec od soukromého chovatele. V červnu 2020 se vylíhla tři mláďata.